# Copelatus cheesmanae
Copelatus cheesmanae är en skalbaggsart som beskrevs av J. Balfour-browne 1939. Copelatus cheesmanae ingår i släktet Copelatus och familjen dykare. Inga underarter finns listade i Catalogue of Life.